# 欧州中央銀行制度
欧州中央銀行制度（おうしゅうちゅうおうぎんこうせいど）は、欧州中央銀行と欧州連合加盟の全27か国の中央銀行で構成される、欧州連合の金融政策を担う枠組み。

## 機能
欧州連合加盟国はそのすべてがユーロを導入しているわけではないため、欧州中央銀行制度はユーロ圏における通貨政策を担うというものではない。このためユーロを導入していない加盟国の中央銀行がその体制から除かれるユーロシステムが本来欧州中央銀行制度が担うべき通貨政策を運営している。ローマ条約とこれに付帯する欧州中央銀行制度および欧州中央銀行に関する議定書によると、ユーロシステムの主たる目的は物価の安定、言い換えるとインフレーション統制である。ユーロシステムはこの目的に反しない限りにおいて欧州連合の一般経済政策を支え、また開放的な市場経済の原則に則って行動することとされている。
ユーロシステムにより以下の基本的な任務が行われている。
- ユーロ圏の通貨政策の決定と実施
- 外国為替市場の操作
- 加盟国の外貨準備の保有と管理
- 決済制度の円滑な運営の促進

上記に加え、ユーロシステムは金融機関の健全性監督や金融システムの安定といったことを管轄し、これらに関する円滑な政策実施に資する行動をとることとされている。金融機関に対する政策に関する分野において、とくに欧州共同体や各国政府の法令にかかる分野において、欧州中央銀行は両者に対する諮問的役割を持つ。そして欧州中央銀行制度の任務の実行のために、欧州中央銀行とそれを支える各国の中央銀行は各国の関係当局やあるいは直接経済主体から必要な情報を収集している。

## 組織
ユーロシステムにおける意思決定の過程は欧州中央銀行の政策理事会と役員会に集中されている。ユーロを導入していない加盟国が残っている間は、第3の決定機関として一般理事会もこれに含まれる。ユーロ圏に加わっていない加盟国の各中央銀行については欧州中央銀行制度において特別な地位にあり、これらの中央銀行はそれぞれの国内の通貨政策を実施することができるが、ユーロ圏の単一通貨政策に関する意思決定やその履行に加わることはできない。
政策理事会は役員会全員と特例を与えられていない加盟国、すなわちユーロを導入している加盟国の総裁で構成される。政策理事会の主な義務には以下のものが挙げられる。
- ユーロシステムにおける任務の実施に必要な方針を採択し、また決定を行う。
- 必要に応じて金融に関する中間目標や主要金利、ユーロシステムにおける準備金の供給に関する決定などのユーロ圏の通貨政策を策定する。
- 上記の実施のために必要な方針を作成する。

役員会は総裁、副総裁と4人の理事で構成され、金融に精通し十分な経験を持つ者の中から選ばれている。これら役員は欧州連合理事会が欧州議会と欧州中央銀行の政策理事会（なお欧州中央銀行発足前は、欧州通貨機構の理事会がこれを担った）に諮ったうえで推薦され、ユーロ圏の欧州連合加盟国政府や首脳の意見の一致で任命される。役員会の主な職務に以下のものが挙げられる。
- 欧州中央銀行政策理事会で策定された方針や決定に従って通貨政策を実施し、それにあたる中で各国中央銀行に必要な指示を出す。
- 欧州中央銀行政策理事会に委任された権限を執行する。

一般理事会は総裁と副総裁、それに欧州連合全27加盟国の中央銀行総裁で構成される。一般理事会は欧州中央銀行が欧州通貨機構から継承された任務や、またユーロを導入していない欧州連合加盟国があるために、経済通貨統合の第3段階において行わなければならない作業を実施する。このほか一般理事会では次のような機能がある。
- 欧州中央銀行の諮問的機関
- 統計情報の収集
- 欧州中央銀行の年度報告書の準備
- 各国中央銀行において実施される業務の会計報告基準の統一化に必要なルールの策定
- 基本条約において規定されているもの以外で、欧州中央銀行の出資のための基準設定に関する措置の実施
- 欧州中央銀行職員の雇用条件に関する規定
- ユーロとユーロ未導入の欧州連合加盟国の通貨での為替相場を固定する際に必要な準備作業

ユーロシステムは独立した体制である。ユーロシステム関連の任務を実施する際、欧州中央銀行および各国中央銀行ならびに意思決定に携わるものはいずれも外部からの干渉を受けることがあってはならない。また欧州共同体の機構や欧州連合加盟国政府もこれらのものに対して影響を及ぼすことを行ってはならない。欧州中央銀行体制に関する議定書では各国中央銀行総裁と役員会の役員の任期の保障について以下のように定めている。
- 総裁の任期は最低でも5年間で再任が可能である。
- 役員会の役員の任期は最低でも8年で再任は不可能である（発足当初は総裁以外の役員の任期が1人ひとり異なっており、これは役員会の継続性の確保のためである）。
- 解任はその役員が職務不能となった場合か重大な過失を犯した場合にのみ認められる。重大な過失を認定するのは欧州司法裁判所であり、同裁判所への訴訟提起が必要となる。

欧州中央銀行の資金は50億ユーロに上り、各国中央銀行は欧州中央銀行の唯一の出資者である。各国の出資額は欧州共同体内における国内総生産（GDP）と人口に応じて欧州連合加盟国それぞれの分担額が定められているが、この基準では現在のところ40億ユーロあまりしか出資されないことになる。また実際には、ユーロ圏の加盟国中央銀行はそれぞれの負担額を満額出資しているが、ユーロ未導入の加盟国中央銀行は欧州中央銀行の運営費用としてそれぞれの負担額の5%を出資している。このため欧州中央銀行の資本金は40億ユーロを下回っている。なおギリシャが2001年1月1日に経済通貨統合の第3段階に入り、ギリシャ銀行は残りの出資金95%を支払っている。
加えてユーロを導入している欧州連合加盟国の中央銀行はおよそ400億ユーロに相当する額の外貨準備を欧州中央銀行に保有させている。各中央銀行の拠出額は欧州中央銀行への出資額に応じて決められており、その代わりに各中央銀行は欧州中央銀行からその拠出額をユーロで換算された額の融資を受けることができる。準備高のうち15%は金で、残りの85%はUSドルと日本円で構成されている。

## 制度参加中央銀行

### ユーロ圏（ユーロシステム）
- 欧州中央銀行
- オーストリア：オーストリア国立銀行
- ベルギー：ベルギー国立銀行
- キプロス：キプロス中央銀行
- エストニア：エストニア銀行
- フィンランド：フィンランド銀行
- フランス：フランス銀行
- ドイツ：ドイツ連邦銀行
- ギリシャ：ギリシャ銀行
- アイルランド：アイルランド中央銀行
- イタリア：イタリア銀行
- ラトビア：ラトビア銀行
- リトアニア：リトアニア銀行
- ルクセンブルク：ルクセンブルク中央銀行
- マルタ：マルタ中央銀行
- オランダ：オランダ銀行
- ポルトガル：ポルトガル銀行
- スロバキア：スロバキア国立銀行
- スロベニア：スロベニア銀行
- スペイン：スペイン銀行
- クロアチア：クロアチア国立銀行

### 非ユーロ圏の欧州連合加盟国
- ブルガリア：ブルガリア国立銀行
- チェコ：チェコ国立銀行
- デンマーク：デンマーク国立銀行
- ハンガリー：ハンガリー国立銀行
- ポーランド：ポーランド国立銀行
- ルーマニア：ルーマニア国立銀行
- スウェーデン：スウェーデン国立銀行